# Сельский суд

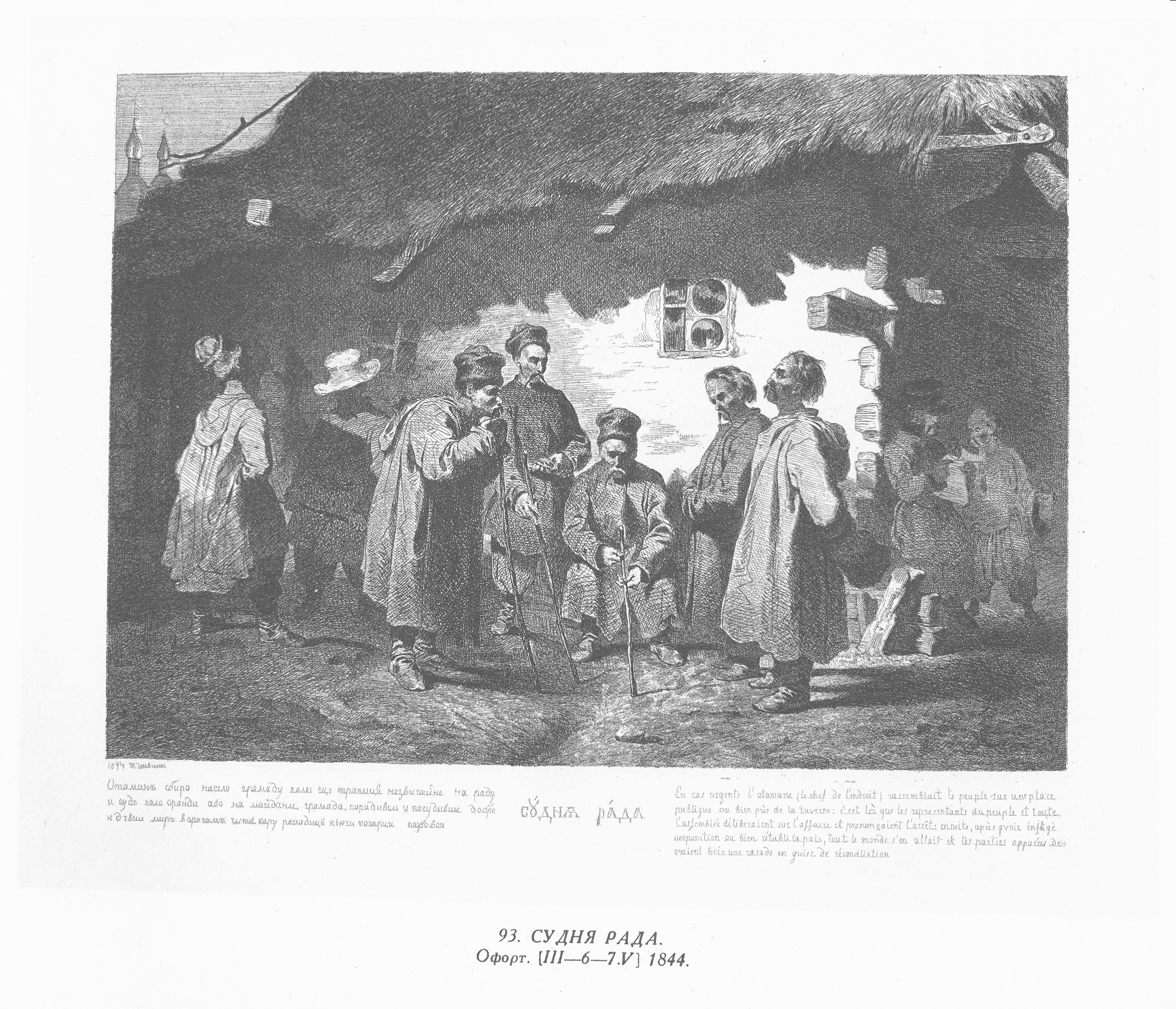
Тарас Шевченко. «Судный совет». Бумага, офорт. 1844 год, Слева поясняющий текст Шевченко в офорта: «Атаман собирает на селе общество, когда что случится необычное на совет и суд, возле кабака или на площади, община, посоветовавшись и рассудивши как следует и давши мир врагам или казнь, расходится, выпивши по чарке водки.»

Сельский суд (Громада) — судебный орган, создаваемый в сёлах на территории Малороссии в период Гетманщины (XVII—XVII век) и в Кавказском крае.

## История
Сельский суд рассматривал мелкие уголовные и гражданские дела жителей данного населённого пункта. Сельский суд подразделялся на особые суды для казаков и суды для крестьян (поспольства), общий для казаков и посполитых. 
Малороссийский казацкий сельский суд состоял из атамана и двух — трёх членов товариства. Ему были подведомственны мелкие кражи и незначительные ущербы в полях и лесах; на обязанности его лежало также предварительное следствие по жалобе потерпевшего и сохранение следов преступления. Иногда в суде и следствии принимало участие все общество поселения, громада. По образцу малороссийского казацкого суда существовал и суд поспольства, где атаман заменялся войтом. 
Жалобы на решение суда рассматривались:
- по казакам — в казачьем сотенном суде
- в отношении крестьян — в Ратушном городском суде.

В XIX веке в Закавказье (Российская империя), где не было деления на волости, сельский суд, заменял волостной суд. Сельский суд состоял из сельских судей, избираемых сельским сходом, в количестве, которое сход признавал необходимым. Сельские судьи могли избираться и из сельских должностных лиц.
Компетенция и порядок действия сельского суда определялись теми же правилами, какие были установлены в 1861 году для волостных судов. Решения сельских судов по крестьянским или по селянским делам могли обжаловаться губернскому присутствию, определения которого дальнейшему обжалованию не подлежали; по делам казенных крестьян — губернскому правлению.